# 親子上場
親子上場（おやこじょうじょう）は、親会社と子会社が共に株式を上場をしていること。

## 概要
上場は会社の知名度と格が上がって会社の幹部が自分の肩書きを自慢できる・有利な条件で求人できる・必要な資金を機動的に調達できる・銀行への新規借り入れ金利の交渉で優位に立てるといったメリットがある。
だが、子会社が上場していると表面上は意思決定が独立していたとしても、親会社が高値圏でのIPOと安値圏でのTOBを繰り返すことによって差額を稼ぐなど、親会社の利益を優先して子会社の他の少数株主の利益が阻害されるデメリットが存在する。
欧米と日本とでは会社に関する法律や証券取引所の規則は大差ないとされており、海外株式市場においても、モスクワ証券取引所に上場しているガスプロムとガスプロム・ネフチのように親子上場がみられる場合がある。日本では独特に浸透しているが、少数株主に対する権利が強い欧米では、親会社の株主と上場子会社の株主の利益が相反した場合、訴訟になるリスクもあることから、親子上場という概念は殆どないとされる。
近年では子会社の配当利益が親会社以外の株主に流出することでグループとしての収益力の低下となることや、子会社であっても企業としての重要事項の決定のために株主総会の招集が必要となり、迅速な意思決定ができないこと、子会社の収益力が親会社を上回ることによる資本のねじれによる買収リスクが問題となったことで、資本関係の解消または完全子会社化による親子上場解消の動きも見られる。

## 主な親子上場の例

### 日本の市場で特筆的な例
- ソフトバンクグループ・ソフトバンク、LINEヤフー、ZOZO、バリューコマース
- キヤノン・キヤノンマーケティングジャパン
- 日本郵政・ゆうちょ銀行、かんぽ生命保険
- キリンホールディングス・協和キリン
- トヨタ自動車・日野自動車
- 日産自動車、三菱商事・三菱自動車

### 日本国外の市場での例
- ガスプロム、ガスプロム・ネフチ（モスクワ証券取引所）
- システマ、バシネフチ（モスクワ証券取引所）
- ミナスジェライス電力、 ライト（サンパウロ証券取引所）
- ロジャス・アメリカナス 、B2Wヴァレジョ（サンパウロ証券取引所）
- イスラエル・コーポレーション、イスラエル・ケミカルズ、オイル・リファイナリーズ（テルアビブ証券取引所）

## 日本での主な親子上場解消の例
- イトーヨーカ堂、セブンイレブン→セブン&アイ・ホールディングス
- ニッポン放送、フジテレビジョン→フジ・メディア・ホールディングス
- ヤマハ、ヤマハ発動機
- 日立製作所、日立マクセル
- 日立製作所、日立金属
- キリンビール、キリンビバレッジ→キリンホールディングス
- 富士通、ファナック
- バンダイナムコホールディングス、バンプレスト、バンダイビジュアル
- トヨタ自動車、トヨタ車体
- ソニー、ソニー・ミュージックエンタテインメント、ソネットエンタテインメント
- ソニー、ソニーフィナンシャルホールディングス
- パナソニック、パナソニックホームズ